# Heuringhem
Heuringhem é uma comuna francesa na região administrativa de Altos da França, no departamento de Pas-de-Calais. Estende-se por uma área de 5,79 km². Em 2010 a comuna tinha 1 386 habitantes (densidade: 239,4 hab./km²).